# Debra Winger
Debra Winger (sinh ngày 16 tháng 5 năm 1955) là một diễn viên Mỹ. Bà ba lần được đề cử giải Oscar về Nữ diễn viên chính xuất sắc nhất qua các phim: An Officer and a Gentleman, Terms of Endearment, và Shadowlands.

## Danh mục phim
| Năm     | Tên phim                   | Vai diễn                | Ghi chú |
| ------- | -------------------------- | ----------------------- | --- |
| 1976    | Slumber Party '57          | Debbie                  | |
| 1976-77 | Wonder Woman               | Drusilla (Wonder Girl)  | (3 phần) |
| 1978    | Thank God It's Friday      | Jennifer                | |
| 1979    | French Postcards           | Melanie                 | |
| 1980    | Urban Cowboy               | Sissy                   | Đề cử — BAFTA Award for Best Newcomer Đề cử — Golden Globe Award for Best Supporting Nữ diễn viên – Motion Picture Đề cử — National Society of Film Critics Award for Best Supporting Nữ diễn viên Đề cử — New York Film Critics Circle Award for Best Supporting Nữ diễn viên                             |
| 1982    | Cannery Row                | Suzy DeSoto             | |
| 1982    | An Officer and a Gentleman | Paula Pokrifki          | Đề cử — Academy Award for Best Nữ diễn viên Đề cử — Golden Globe Award for Best Nữ diễn viên – Motion Picture Drama |
| 1983    | Terms of Endearment        | Emma Horton             | National Society of Film Critics Award for Best Nữ diễn viên Đề cử — Academy Award for Best Nữ diễn viên Đề cử — Golden Globe Award for Best Nữ diễn viên – Motion Picture Drama Đề cử — New York Film Critics Circle Award for Best Nữ diễn viên                                                          |
| 1984    | Mike's Murder              | Betty Parrish           | |
| 1986    | Legal Eagles               | Laura J. Kelly          | |
| 1987    | Black Widow                | Alexandra 'Alex' Barnes | |
| 1987    | Made in Heaven             | Emmett Humbird          | (uncredited) |
| 1988    | Betrayed                   | Catherine Weaver        | |
| 1990    | Everybody Wins             | Angela Crispini         | |
| 1990    | The Sheltering Sky         | Kit Moresby             | Đề cử — National Society of Film Critics Award for Best Nữ diễn viên |
| 1992    | Leap of Faith              | Jane Larson             | |
| 1993    | Wilder Napalm              | Vida Foudroyant         | |
| 1993    | Shadowlands                | Joy Gresham             | Đề cử — Academy Award for Best Nữ diễn viên Đề cử — BAFTA Award for Best Nữ diễn viên in a Leading Role Đề cử — Los Angeles Film Critics Association Award for Best Nữ diễn viên (Also for A Dangerous Woman)                                                                                              |
| 1993    | A Dangerous Woman          | Martha Horgan           | Tokyo International Film Festival Award for Best Nữ diễn viên Đề cử — Chicago Film Critics Association Award for Best Nữ diễn viên Đề cử — Golden Globe Award for Best Nữ diễn viên – Motion Picture Drama Đề cử — Los Angeles Film Critics Association Award for Best Nữ diễn viên (Also for Shadowlands) |
| 1995    | Forget Paris               | Ellen Andrews Gordon    | |
| 2001    | Big Bad Love               | Marilyn                 | |
| 2003    | Radio                      | Linda                   | |
| 2004    | Eulogy                     | Alice Collins           | |
| 2005    | Sometimes in April         | Prudence Bushnell       | |
| 2005    | Dawn Anna                  | Dawn Anna Townsend      | Đề cử — Primetime Emmy Award for Outstanding Lead Nữ diễn viên – Miniseries or a Movie |
| 2008    | Rachel Getting Married     | Abby                    | Đề cử — Broadcast Film Critics Association Award for Best Cast Đề cử — Gotham Independent Film Award for Best Cast Đề cử — Independent Spirit Award for Best Supporting Female Đề cử — New York Film Critics Circle Award for Best Supporting Nữ diễn viên (Shared with co-star Rosemarie DeWitt)          |
| 2010    | Law & Order                | Mrs. Woodside           | Phần: "Boy on Fire" |
| 2010    | In Treatment               | Frances                 | 7 phần |
| 2012    | Lola Versus                | Robin                   | |